# Polykarp Kusch
Polykarp Kusch (Blankenburg, 26 gennaio 1911 – Dallas, 20 marzo 1993) è stato un fisico tedesco naturalizzato statunitense, vincitore, insieme a Willis Lamb, del premio Nobel per la fisica nel 1955, per «la sua determinazione di precisione del momento magnetico dell'elettrone». È stato allievo di Isidor Isaac Rabi, dal 1949 professore alla Columbia University di New York e altro Premio Nobel.